# تامبا باي بوكانيرز
تامبا باي بوكانيرز (بالإنجليزية: Tampa Bay Buccaneers)‏ هو نادي كرة القدم الأمريكية أمريكي تأسس في 24 أبريل 1974، ويديريه مالكوم جليزر، ويلعب في الدوري الوطني لكرة القدم الأمريكية.

## وصلات خارجية
- الموقع الرسمي